# إسماعيل لوبيز بلانكو
إسماعيل لوبيز بلانكو (بالإسبانية: Ismael López Blanco)‏ (مواليد 29 يناير 1990 - بنبلونة ، إسبانيا) لاعب كرة قدم إسباني ، يلعب في مراكز الظهير الأيسر والجناح الأيسر والجناح الهجومي الأيسر ، ويلعب حاليًا لنادي سبورتينغ خيخون الإسباني منذ عام 2013.

## الألقاب والإنجازات

### على المستوى الدولي

#### إسبانيا تحت 17
- بطولة أوروبا تحت 17 سنة لكرة القدم: 2007

### على المستوى الفردي
- برونزية فوتبول درافت 2008

## روابط خارجية
- إسماعيل لوبيز بلانكو على موقع الاتحاد الدولي (مؤرشف)  (الإنجليزية)
- إسماعيل لوبيز بلانكو على موقع قاعدة بيانات كرة القدم.إي يو (الإنجليزية)
- إسماعيل لوبيز بلانكو على موقع Soccerbase.com (لاعب) (الإنجليزية)
- إسماعيل لوبيز بلانكو على موقع Soccerway.com (الإنجليزية)
- إسماعيل لوبيز بلانكو على موقع AS.com (الإسبانية)